# Resultados do Carnaval de Brasília em 2012
Resultados do Carnaval de Brasília em 2012.

## Grupo Especial
| Colocação | Escola           | Pontos | Nota      | Ref.              |
| --------- | ---------------- | ------ | --------- | ----------------- |
| 1º        | Asa Norte        | 269,2  |           | [ 1 ] [ 2 ] [ 3 ] |
| 2º        | ARUC             | 268,7  |           | [ 1 ]             |
| 3º        | Águia Imperial   | *      |           | [ 1 ]             |
| 4º        | Mocidade do Gama | *      |           | [ 1 ]             |
| 5º        | Bola Preta       | *      |           | [ 1 ]             |
| 6º        | Capela Imperial  | 259,4  | Rebaixada | [ 1 ]             |

## Grupo de Acesso
| Colocação | Escola                            | Pontos | Nota      | Ref.        |
| --------- | --------------------------------- | ------ | --------- | ----------- |
| 1º        | Acadêmicos de Santa Maria         | 268    | Promovida | [ 1 ] [ 2 ] |
| 2º        | Unidos do Recanto das Emas        | *      |           | [ 1 ]       |
| 3º        | Candangos do Bandeirante          | *      |           | [ 1 ]       |
| 9º        | União da Vila Planalto e Lago Sul | 253,9  | Rebaixada | [ 1 ]       |

## Blocos de enredo
| Colocação | Bloco                         | Pontos | Nota      | Ref.  |
| --------- | ----------------------------- | ------ | --------- | ----- |
| 1º        | Unidos do Varjão              | 267,3  | Promovida | [ 1 ] |
| 2º        | Gigante da Colina             | 265,1  |           | [ 1 ] |
| 3º        | Acadêmicos do Riacho Fundo II | 253,7  |           | [ 1 ] |
| 4º        | Unidos de Planaltina          | 251,6  |           | [ 1 ] |